# Pantomallus pallidus
Pantomallus pallidus es una especie de escarabajo del género Pantomallus, tribu Eburiini, subfamilia Cerambycinae. Fue descrita científicamente por Aurivillius en 1924.
La especie se mantiene activa durante los meses de mayo, octubre, noviembre y diciembre.

## Descripción
Mide 15,4-29,6 milímetros de longitud.

## Distribución
Se distribuye por Brasil y Paraguay.